# Шони (Пикардија)
Шони (фр. Chauny) је насељено место у Француској у региону Пикардија, у департману Ен (Пикардија).
По подацима из 2011. године у општини је живело 11.771 становника, а густина насељености је износила 886,37 становника/km².

## Демографија
| 1962.  | 1968.  | 1975.  | 1982.  | 1990.  | 2011.  |
| ------ | ------ | ------ | ------ | ------ | ------ |
| 12.626 | 13.920 | 14.405 | 13.435 | 12.926 | 11.771 |